# Hemgöl (Gladhammars socken, Småland)
Hemgöl är en sjö i Västerviks kommun i Småland och ingår i Botorpsströmmens huvudavrinningsområde.